# Nacimiento del río Pitarque
El monumento natural del Nacimiento del Río Pitarque es un monumento natural situado en el municipio de Pitarque, comarca del Maestrazgo, Teruel.
Tiene una superficie de 114 ha en los alrededores del nacimiento del río Pitarque. La altitud en el monumento natural oscila entre los 1010 y los 1450 m s. n. m.
Fue declarado como tal el 15 de diciembre de 2009 por la ley 217/2009 del Gobierno de Aragón. Es también LIC y ZEPA.

## Geología
El río Pitarque atraviesa el Fortanet, entre las sierras de la Cañada y de la Lastra. El valle que forma el río tiene su origen en el Cretácico Superior y está formado por calizas, margas y arcillas. Debido a los procesos de fracturación y disolución kárstica que se han producido, la permeabilidad de estos materiales hace que se comporten como un acuífero, recogiendo el agua de lluvia en un flujo subterráneo. Este acuífero está aislado por los materiales arcillo-arenosos que constituyen la formación de Utrillas de otros acuíferos del alrededor que se encuentran a una profundidad mayor.
La parte superior del acuífero está directamente en contacto con la superficie, ya que no está aislada por materiales impermeables, lo que hace que tenga unas condiciones de presión atmosférica igual que las superficiales. Las aguas salen en el nacimiento del río Pitarque (conocido también como El Ojo de la Fuente) con un caudal de cerca de 1 500 L/s. Cuando hay bastantes precipitaciones el agua puede salir de una chimenea, creándose un salto de agua. El régimen del río Pitarque es de tipo fluvio-naval, por lo que tiene dos máximos, uno en primavera y otro secundario en otoño.

## Flora

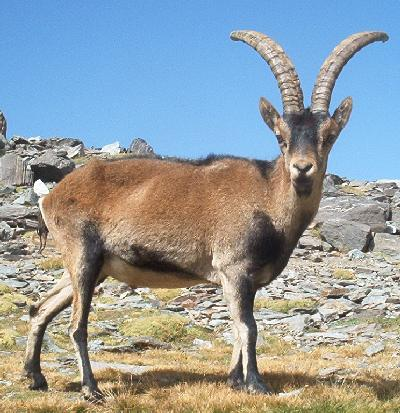
Cabra montesa.

Ya en el siglo XIX el botánico aragonés Ignacio Jordán de Asso y del Río visitó y documentó las especies vegetales de esta zona.
Las condiciones de humedad son bastante buenas y por tanto la vegetación es abundante. Destacan en las riberas los sauces, chopos y alisos; en las laderas quejigos junto al boj y guillomos; en las zonas rocosas de los cañones se hallan todo tipo de flora rupícola especializada y para rematar las sierras de los alrededores, ya más secas, se cubren de pinares. La cita de alisos es dudosa y por lo menos actualmente no se hallan en este paraje.
Dentro del cañón se hace más densa la vegetación con serbales, avellanos, arces silvestres, latoneros, madreselvas, hiedras y en primavera flores como las violetas, flores de primavera y euforbios.

## Fauna
La fauna es también variada, tanto en el propio río Pitarque como en los alrededores. En las aguas del río destaca la presencia de la trucha común y de la nutria europea.
En los cinchos de caliza en los cantos del río viven buitres y cabra montesa.

## Otras figuras de protección
El monumento natural cuenta además con otras figuras de protección:
- Parque Cultural del Maestrazgo.
- LIC: Muelas y estrechos del río Guadalope.
- ZEPA: Río Guadalope-Maestrazgo.